# Svetišče Gospe Libanonske
Svetišče Gospe Libanonske (znano tudi kot Gospa iz Harise, arabsko سيدة لبنان, latinizirano: Sayyidat Lubnān) je marijansko svetišče in romarski kraj v vasi Harisa v Libanonu.
Svetišče pripada maronitskemu patriarhatu, ki je njegovo upravljanje zaupal Kongregaciji maronitskih libanonskih misijonarjev od njene ustanovitve leta 1904 in tudi jezuitu Lucienu Cattinu, po Christianu Taoutelu (libanonski zgodovinar z univerze sv. Jožefa). Je eno najpomembnejših svetišč na svetu v čast Mariji, Jezusovi materi. Svetišče poudarja ogromen, 15 ton težak bronast kip. Visoka je 8,5 m in ima premer pet metrov. Devica Marija izteguje roke proti Bejrutu.
Svetišče Gospe Libanonske privablja na milijone vernikov tako [kristjani|kristjanov]] kot muslimanov z vsega sveta. 50. jubilej leta 1954 je bil tudi stota obletnica uveljavitve katoliške dogme o Brezmadežnem spočetju. Med temi praznovanji je papež Pij XII. poslal svojega predstavnika, kardinala Angela Roncallija (pozneje papeža Janeza XXIII.) v Libanon. Libanonsko Gospo je leta 1997 obiskal papež Janez Pavel II.
Kongregacija maronitskih libanonskih misijonarjev, odgovorna za upravo, si prizadeva za krepitev odnosov med vsemi krajevnimi Cerkvami, krščanskimi skupnostmi in apostolskimi gibanji.
Libanonski kristjani, pa tudi druzi in muslimani imajo posebno pobožnost do Marije, Jezusove matere. Maronitski patriarh Antiohije jo je leta 1908 po dokončanju gradnje svetišča imenoval za kraljico Libanona. Svetišče s pogledom na zaliv Džounieh je postalo glavna turistična atrakcija, kjer se turisti z gondolsko žičnico Téléphérique popeljejo iz mesta Džounieh v Hariso.

## Zgodovina
Kip Libanonske Gospe je 15 ton težak kip Device Marije, izdelan v Franciji, narejen iz brona in pobarvan v belo. Postavljen je bil leta 1907 na vrhu hriba, 650 metrov nad morsko gladino, v vasi Harisa, 20 km severno od Bejruta v čast Gospe Libanonske. Zemljišče je podaril Yousef Khazen. Sestavljen je bil iz sedmih delov, ki so bili sestavljeni na vrhu kamnite podlage, ki je imela spodnji obseg 64 m, zgornji obseg 12 m in skupno višino 20 m. Višina kipa je 8,50 m, njegov premer pa 5,50 m. Kip in svetišče sta bila slovesno odprta leta 1908 in je postala glavna romarska destinacija.

### Papeški obisk
Papež Janez Pavel II. je obiskal svetišče, ko je bil na uradnem obisku v Libanonu 10. maja 1997. Vodil je mašo v sodobni baziliki. 8. decembra 1998 je Vatikan naznanil, da bo svetovni dan bolnikov obhajan 11. februarja 1999 pri Gospe Libanonski v Harisi. Papež Janez Pavel II. je molil, da bi Gospa Libanonska, ki je bdela nad mučnim trpljenjem libanonskega ljudstva, lahko pomagala vsem tistim, ki trpijo na svetu.
Papež Benedikt XVI. je 28. januarja 2007 pozval k miru v Libanonu in Gazi, ko je zaprosil za varstvo Gospe Libanonske. Rekel je: »Kristjanom v Libanonu ponavljam spodbudo, naj bodo pospeševalci resničnega dialoga med različnimi skupnostmi, in nad vsemi kličem varstvo Gospe Libanonske.«
V bližini svetišča Gospe Libanonske prebivajo apostolski nuncij v Libanonu in rezidence štirih patriarhov vzhodnih katoliških Cerkva.

## Galerija
- Gospa Libanonska iz zraka, Mikhael Bitar
- Kapelo obdaja kip Gospe Libanonske
- Stolnica Harisa iz Bat'he
- Svetišče ponoči
- Vhod v svetišče Gospe Libanonske